# Ben Meedendorp
Ben Meedendorp (Meeden, 20 mei 1991) is een Nederlands voetballer die als doelman voor SC Veendam speelde.

## Carrière
Ben Meedendorp speelde in de jeugd van VV Meeden en BV Veendam. Hij maakte in het seizoen 2010/11 deel uit van de selectie van BV Veendam, maar kwam dit seizoen niet in actie. In het seizoen er na, na de naamsverandering van BV Veendam naar SC Veendam, maakte Meedendorp zijn debuut in de Eerste divisie. Dit was op 6 april 2012, in de met 1-1 gelijkgespeelde thuiswedstrijd tegen SC Cambuur. Hij kwam in de 68e minuut in het veld voor de geblesseerde doelman Leonard Nienhuis. In 2012 vertrok hij naar de Groningse amateurclub PKC '83.

### Statistieken
| Seizoen                      | Club           | Land           | Competitie     | Competitie | Competitie | Beker | Beker | Totaal | Totaal |
| Seizoen                      | Club           | Land           | Competitie     | Wed.       | Dlp.       | Wed.  | Dlp.  | Wed.   | Dlp.   |
| ---------------------------- | -------------- | -------------- | -------------- | ---------- | ---------- | ----- | ----- | ------ | ------ |
| 2010/11                      | BV Veendam     | Nederland      | Eerste divisie | 0          | 0          | 0     | 0     | 0      | 0      |
| 2011/12                      | SC Veendam     | Nederland      | Eerste divisie | 1          | 0          | 0     | 0     | 1      | 0      |
| Carrièretotaal               | Carrièretotaal | Carrièretotaal | Carrièretotaal | 1          | 0          | 0     | 0     | 1      | 0      |
| Bijgewerkt op 4 januari 2018 |                |                |                |            |            |       |       |        |        |